# Илия Илиев (учен)
Вижте пояснителната страница за други личности с името Илия Илиев.
Илия Кръстев Илиев е български инженер и учен, професор в Русенския университет „Ангел Кънчев“ и управител на „Енкон Сървисис“ ООД, София.
Защитил е докторат в областта на енергоспестяващите технологии през 1994 г.. Специализирал е в САЩ, Русия, Австрия, Италия, Норвегия, Швеция и Латвия в областта на енергоспестяващите технологии и ВЕИ. Преподавател е в катедра „Топлотехника и хидравлика“ на Русенския университет, за кратко е бил ръководител на катедрата. От 1996 г. е редовен доцент по научна специалност „Промишлена топлотехника“, а от 2014 г. е професор по професионално направление „Машинно инженерство“.
В периода 1998-2014 г. е заемал следните длъжности: главен експерт в „Тотема инженеринг“ ООД, главен инженер в „Енкон Сървисис“ ООД, Управител на „Ексергия Макс“ ЕООД. От 2005 до 2009 г. е експерт на Комисията по енергетика на Народното събрание.
Автор е на 15 патента и над 120 научни публикации в страната и чужбина в областта на топлоенергетиката, ВЕИ и енергийната ефективност. Работил е с международни екипи като консултант по енергийна ефективност на Световната банка, ЕБВР и Европейска инвестиционна банка в Украйна, Сърбия, Босна и Херцеговина, Румъния, Черна гора, Македония и др.
Съавтор на технология с „топлинни тръби“ и на контактен топлообменник с „активен пълнеж“ приложени многократно в ТЕЦ „Марица изток-2“, ТЕЦ „Република“ и др. промишлени обекти.
Носител на много престижни награди като: „Златен Икар“ и златен медал на EXPO за 7 изобретения в областта на енергоспестяващите технологии; „Изобретател на годината“, удостоен от Патентното ведомство на България; златен медал на East-West Intellect за изобретения в областта на енергоспестяващите технологии и др.